# Festivalové divadlo (Bayreuth)
Festivalové divadlo Richarda Wagnera je festivalové divadlo na tzv. Zeleném vrchu v hornofranském Bayreuthu. Bylo postaveno v letech 1872–75 architektem Otto Brückwaldem podle návrhů skladatele Richarda Wagnera a s využitím starších návrhů Gottfrieda Sempera ve stylu helenistického historismu. Od založení slouží výlučně pro účely Hudebních slavností v Bayreuthu věnovaných provádění oper (hudebních dramat) Richarda Wagnera, které se konají každoročně od konce července do konce srpna. Je považováno za jedno z operních divadel s nejlepší akustikou na světě.

## Stavební vývoj
První náměty pro své pozdější festivalové divadlo získal Richard Wagner, podle tvrzení svého prvního oficiálního životopisce Carla Friedricha Glasenappa pocházejícího z Rigy, již v době, kdy působil jako kapelník v Rize (1837/39). Tamější divadlo již mělo řadu prvků, které se opakují ve Festivalovém divadle v Bayreuthu: prudce stoupající parket v podobě amfiteátru, hluboce položené orchestřiště a zatemnění hlediště, které v té době nebylo běžné.

### Wagnerovy představy
Po ukončení práce na libretu svého Prstenu Nibelungova formuloval Wagner roku 1851 i svou myšlenku jevištních hudebních slavností, nejprve v dopisech (například Theodoru Uhligovi), později též veřejně ve Sdělení mým přátelům („Eine Mittheilung an meine Freunde“). K dobovým „zpěváckým slavnostem“ a „tělocvičným slavnostem“ tak měla přibýt i „divadelní slavnost“. Představení se měla konat v nějakém menším městě v nezdobném a prozatímním divadle jako jedinečná událost. Poté mělo být divadlo „z prken a trámů“ znovu strženo. Hlediště mělo být postaveno jako amfiteátr a orchestr měl být v každém případě zakryt.
Wagner se dovolává návaznosti na divadelní slavnosti antického Řecka a na pravidelně se konající dionýsie. Strop bayreuthského Festivalového divadla z pomalovaného plátna upomíná na ideál divadla pod širým nebem.

### Semperovy plány pro Mnichov
Když Wagnera roku 1864 povolal bavorský král Ludvík II. do Mnichova, zdálo se, že se rychle uskuteční i myšlenka hudebních slavností. Návrhem a realizací projektu byl pověřen Gottfried Semper, Wagnerův přítel, architekt a stavitel drážďanského dvorního divadla (po jeho zničení požárem se stal i stavitelem nového dvorního divadla, zvaného nyní Semperoper).
Semper plánoval nejprve vestavět divadlo do mnichovského skleněného paláce, poté monumentální festivalové divadlo vysoko nad břehem Isaru, ke kterému měla vést široká výstavná ulice. Vnitřní prostor měl být podle Wagnerových přání již uspořádán podobně jako později v Bayreuthu: nejvyšší účelnost pro hlediště i jeviště s koncentrací na uváděné dílo. Nemělo se jednat o divadlo s lóžemi, ale o stoupající auditorium s dobrým výhledem ze všech míst, o „demokratické“ hlediště, ve kterém padala veškerá stavovská omezení.
Poté, co Wagner musel roku 1865 opustit Mnichov, ale projekt festivalového divadla uvázl. Wagner sám se od něj brzy distancoval i proto, že se celý záměr stával příliš monumentálním, stále více se vzdaloval od jeho ideálních představ a vymaňoval se jeho vlivu, protože skladatel v té době žil ve Švýcarsku.

### Stavba v Bayreuthu
Kolem roku 1870 vyhledal Wagner v konverzačním lexikonu Markraběcí operní divadlo v Bayreuthu. Protože ve své době disponovalo největším jevištěm mezi německými operními divadly, doufal, že by v něm mohl najít vhodné místo pro svůj Prsten Nibelungův a pro realizaci své myšlenky hudebních slavností. Za tímto účelem přijel roku 1871 do Bayreuthu a navštívil historické divadlo. Pro malé rozměry hlediště se Wagner musel původního plánu vzdát, ale poloha a velikost města se mu zamlouvala, takže ihned započal konkrétní přípravné práce pro stavbu. Pozemek obdržel od města Bayreuthu zdarma. Architektonické plánování převzal mladý lipský architekt Otto Brückwald, který se přidržel hlavních rysů Semperových plánů.
29. dubna 1872 byl proveden první výkop a 22. května 1872 mohl být, za prudkého deště, položen základní kámen. Při této příležitosti dirigoval Wagner v Markrabském operním divadle Beethovenovu Devátou symfonii. Pak se ale stavba z finančních důvodů neustále protahovala. Plánovaný prodej 1000 patronátních listin po 300 tolarech probíhal jen zdlouhavě; do začátku roku 1876 jich byla prodána méně než polovina. I v pomoc německého císaře, říšského kancléře a Říšského sněmu doufal Wagner přes podporu hraběnky Schleinitzové marně.

### Otevření

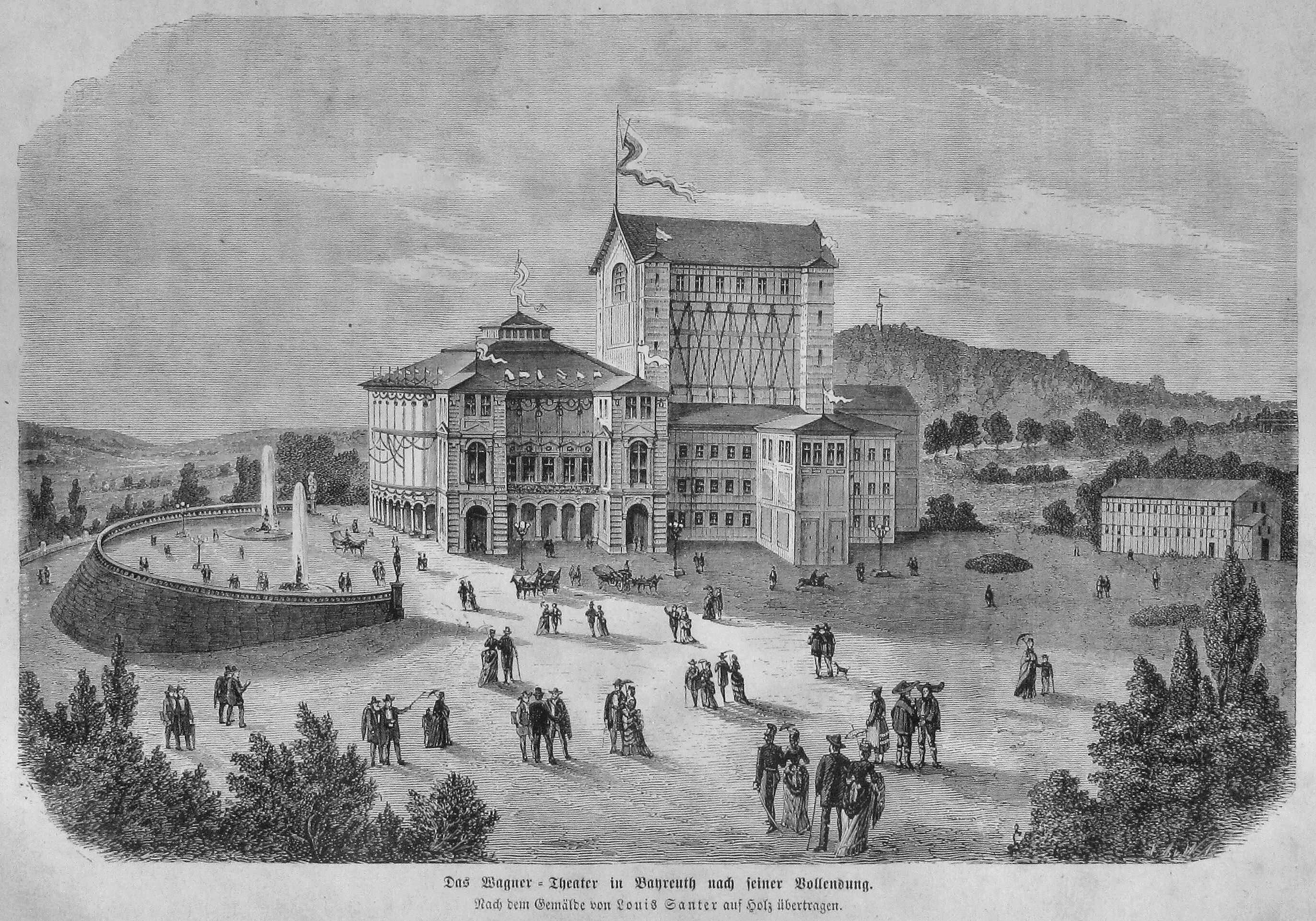
Wagnerovo divadlo v Bayreuthu po dokončení hrubé stavby, ilustrace z časopisu Die Gartenlaube 1873

2. srpna 1873 mohla být oslavena zdvižná, ale první slavnosti plánované na rok 1873 musely být odloženy. Roku 1874 král Ludvík II. zajistil pokračování stavby poskytnutím úvěru ve výši nejprve 300 000 marek, později zvýšeného o dalších 100 000 marek. Rodina Wagnerova obě částky později plně splatila s využitím příjmů z tantiém. Celkové náklady na samotnou stavbu divadla činily 428 384,09 marek.
Ačkoli se scénické zkoušky konaly již od Festivalové divadlo mohlo být konečně otevřeno 13. srpna 1876 představením Zlata Rýna, kterým začalo první provedení cyklu Prsten Nibelungův. Kvůli schodku prvních hudebních slavností stálo divadlo následujících šest let bez využití, až roku 1882 se konaly další slavnosti, které byly věnovány premiéře Parsifala. K návštěvě Ludvíka II. byla budova v květnu 1882 rozšířena o tzv. „Královskou stavbu“ („Königsbau“) na čelní straně, umožňující přímý přístup do královské lóže, samotářský král však již tyto slavnosti nenavštívil.

## Další osudy
V prvních padesáti letech existence doznala stavba jen málo změn: roku 1888 bylo instalováno elektrické osvětlení, roku 1914 byla vestavěna protipožární železná opona. Větší práce byly provedeny v letech 1923–24, tedy před obnovením slavností přerušených za I. světové války. Zákulisí jeviště tehdy bylo značně prodlouženo, neboť plastické kulisy oproti původním malovaným vyžadovaly více manipulačního prostoru. V roce 1930 pak byla dosavadní spodní řada velkých lóží rozdělena a vestavěna nová řada lóží, určená pro tisk. Počátkem 30. let pak byly provedeny některé další úpravy foyeru a přístupu do hlediště. V roce 1934 byla rovněž do prostřední řady lóží vestavěna zvláštní kabina pro rozhlasové přenosy a zavedena klimatizace.
Za druhé světové války se tehdejší vedoucí Hudebních slavností v Bayreuthu Winifred Wagnerové podařilo uchránit divadlo před válečným využitím (uvažovalo se např. o skladu Luftwaffe), které by z budovy učinilo válečný cíl. I díky tomu přečkalo divadlo válku, včetně plošného bombardování Bayreuthu v dubnu 1944, bez poškození. Od konce roku 1944 bylo dočasně využíváno pro ubytování válečných uprchlíků, po obsazení města americkým vojskem převzala jeho správu americká armáda a divadlo sloužilo pro její náboženské a kulturní potřeby, později sloužilo opět jako divadlo ve správě města Bayreuthu. V době americké správy v něm bylo zavedeno topení, které jinak není v divadle třeba vzhledem k jeho sezónnímu využívání.
V 60. letech 20. století proběhla stavební sanace budovy; původní materiály, zejména dřevo, byly zejména ve vnějších, ale i v některých vnitřních částech budovy nahrazeny betonem a ocelí. Další restaurace hlavní budovy proběhla v 90. letech; přitom byly odstraněny některé úpravy učiněné ve 30. a 60. letech ve prospěch původního řešení.
Vedle vlastní divadelní budovy existovaly od počátku vedlejší provozní budovy, a to jednak pro veřejnost (dvě restaurace, malá a velká), jednak pro samotné divadlo (výrobna kulis). Malá restaurace byla roku 1923 přestavěna na zkušebnu sboru, velká restaurace byla roku 1971 nahrazena novostavbou, která mimo dobu slavností slouží jako zkušebna orchestru. Zejména v poválečné době vzniklo v prostorách okolo divadla postupně sedm zkušebních scén (poslední roku 2002) a další vedlejší stavby pro technické účely.

## Popis divadelní budovy

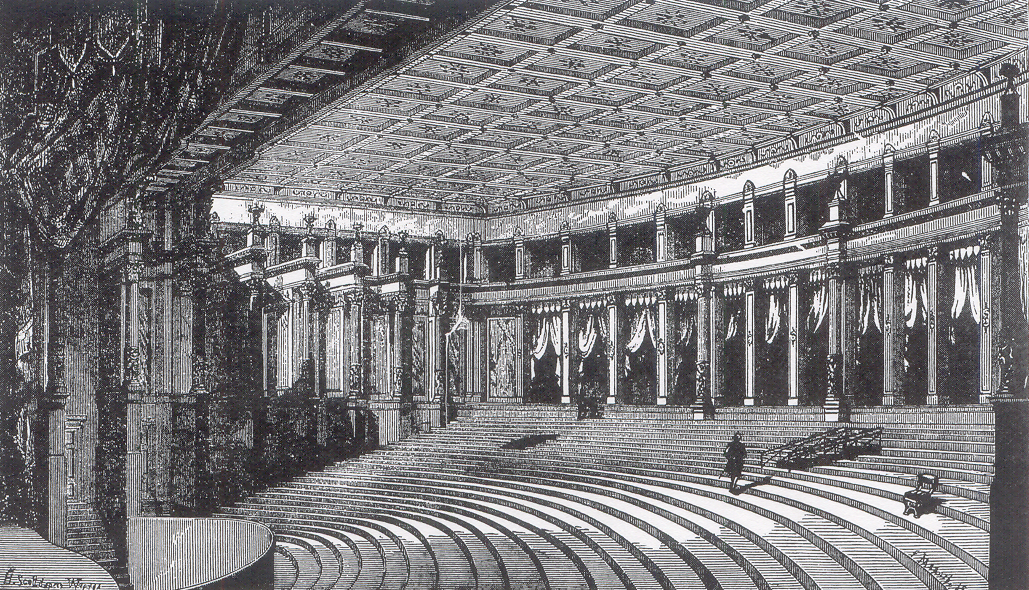
Hlediště, 1876

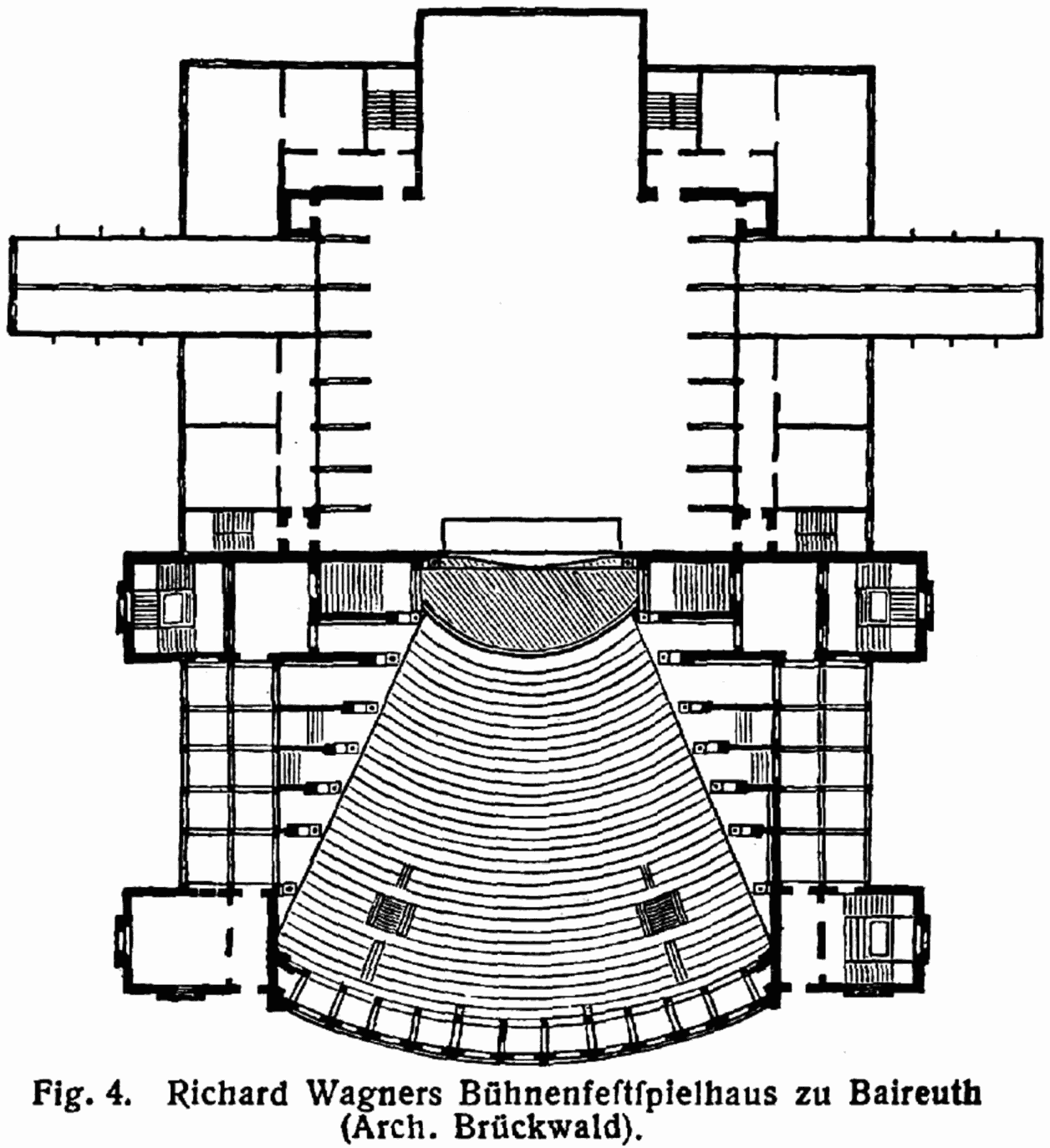
Půdorys divadla, stav z roku 1876. Je zřetelné zdvojené proscénium a vějířovité uspořádání jeviště, které je do čtvercového prostoru zasazeno pomocí vystupujících zdí opakující rytmus proscénia. Zvláštní je rovněž velká relativní velikost jeviště oproti hledišti, kterou ještě více zdůraznily pozdější přístavby.

Hlediště a jevištní část stavby jsou hrázděné, přičemž původní dřevěné trámy byly v průběhu renovace od 60. let 20. století nahrazeny betonovými a ocelovými nosníky. Vnějšek stavby je z největší části z červených cihel a je téměř zcela prostý ozdob, čímž si budova vysloužila pohrdlivé označení „stodola“ („Scheune“). Reminiscencí na „nakvap sbité slavnostní haly“ měl být podle Wagnerových slov vyvolán lidový dojem při vyhnutí se veškerému „napodobování cizí podstaty“.

### Jeviště
Jevištní portál je 11,80 m vysoký a 13 m široký. Maximální šířka jeviště činí 27 m. Hlavní jeviště má hloubku 22 m, k čemuž přistupuje zákulisí využitelné ke hře o hloubce 13 m. Celková délka divadla od hlavního vstupu až po konec zákulisí činí 100 m. Provaziště se nachází 26 m, střecha 36,40 m nad úrovní jeviště. Maximální hloubka propadliště je 13 m.

### Hlediště
Hlediště sestává ze zcela pravidelně stoupajících řad sedadel po vzoru antických amfiteátrů, což zaručuje takřka ideální pohled z téměř všech míst. Díky položení podlahy na dřevěnou konstrukci a dokonce i vypracování pilířů a sloupů ze dřeva – ty jsou jen omítnuty sádrou, aby vzbuzovaly dojem kamene – nabízí vynikající akustické podmínky. Právě pro tuto akustiku nebyla později zvažována možnost nahradit stávající budovu budovou kamennou. Podél zadní stěny nad samotným parterem jsou tři (do roku 1930 dvě) galerie. Hledištní prostor po různých přestavbách poskytuje místo pro 1974 diváků.
Po stranách hlediště jsou postupně prodlužující se náznaky dělicích stěn. Ty u jeviště přecházejí ve dvojité proscénium, které bylo navrženo tak, aby vzbudilo „nádhernou iluzi zdánlivé větší vzdálenosti vlastní scény“ od diváka, a navíc iluzi, „že se mu na scéně vystupující osoby jeví ve zvětšené, nadlidské velikosti“.
Skutečnost, že se Wagner od počátku intenzivně podílel na plánování budovy divadla, vedla k četným dalších inovacím vztahujícím se k divadelní praxi. K tomu patří vedle utváření hlediště také „Wagnerova opona“, tedy opona, která se nesmírně rychle otevírá směrem nahoru i do stran.

### Osvětlení
Wagner kladl zvláštní důraz na podstatné zatemnění divadelního prostoru, protože žádný vedlejší zrakový vjem neměl diváka odvádět od dění na scéně. K zavedení plné tmy však došlo spíše náhodou: inovativní plynové osvětlení hlediště bylo dokončeno teprve v den prvního představení ve Festivalovém divadle a nemohlo již být dostatečně vyzkoušeno a seřízeno. Proto došlo při začátku představení namísto ztlumení světel k celkovému výpadku osvětlení a nastala úplná tma. U toho nakonec zůstalo, protože výsledný účinek odpovídal Wagnerovým záměrům. Tím bylo skoncováno s divadelní praxí 18. a 19. století, kdy bylo hlediště v průběhu představení osvětleno nebo nanejvýš zahaleno do mírného pološera.

## Mystická propast
„Mystickou propastí“ („Mystischer Abgrund“) nazval Richard Wagner v bayreuthském Festivalovém divadle odstup mezi prvním a druhým proscéniem, ve kterém zvukový kryt nad orchestřištěm zakrývá orchestr, který je tak pro diváky neviditelný. Toto zakrytí orchestru („technického ohniska hudby“) mělo posílit scénickou iluzi tím, že zabránilo každému odvedení pozornosti od jeviště a tomu, aby „stálý pohled na technický aparát spolupůsobící při tvoření tónu působil nepříjemně rušivě“. „Idealita“ scény měly být oddělena od „reality“ obecenstva, aby se diváci dostali do „stavu somnambulní jasnozřivosti“.
Důvody zakrytí orchestřiště byly tedy zprvu výlučně optické; vedle samotného odstranění esteticky rušivého pohledu na orchestr toto řešení navíc přispívá k úplnosti zatemnění divadelního prostoru, které není rušeno osvětlením nástrojových pultů.
Dřevěný zvukový kryt tvoří dva díly: vodorovná zvuková clona, která se vpředu napojuje na okraj jeviště a orchestřiště zezadu téměř úplně zakrývá, a lasturovitá optická clona mezi orchestřištěm a hledištěm, která vznikající, vpřed stoupající zvuk z orchestřiště odráží směrem k jevišti a brání přímému ozvučení hlediště.
Netypické a světově orchestřiště klesá v šesti terasových stupních dozadu až pod jeviště a je obecenstvu zcela neviditelné. Dirigent stojí na vyvýšeném místě, ale ještě pod optickou clonou před orchestrem a je jedinou osobou ve Festivalovém divadle, která vidí současně jeviště i orchestřiště. Spolu s vynikající akustikou budovy vede toto výlučně nepřímé ozvučení hlediště ke vzniku zvukové směsi, ve které je prakticky nemožné lokalizovat nejen jednotlivé nástroje, ale vůbec celý orchestr. Namísto toho je dosaženo orchestrálního zvuku, který se „všudypřítomně“ šíří prostorem.
Zakryté orchestřiště má však i zcela praktické účinky: Vzhledem k tomu, že i zvuk houslí se doléhá k posluchačům tak či onak nepřímo, spočívá jejich přednostní úkol v tom, aby zpěvákům poskytly hudební oporu. Z tohoto důvodu je v Bayreuthu dodnes zachováván samotným Wagnerem předepsané odlišné rozsazení: první housle, které mají v orchestru vedoucí hlas, nesedí nalevo od dirigenta, jak je obvyklé, ale napravo od něj, aby zvukové otvory právě jejich nástrojů (a nikoli druhých houslí) směřovaly šikmo dozadu tedy přímo směrem k jevišti. Uspořádání smyčcových nástrojů je tedy proti obvyklému rozsazení obrácené, což dirigenty dodnes často mate.
Filosof Theodor W. Adorno používal v souvislosti s „mystickou propastí“ slavná slova o „zakrytí produkce zjevením produktu“. Vyčítal Wagnerově mechanické tvorbě iluzií manipulativnost, viděl v ní předobraz "kulturního průmyslu" a pranýřoval „regresi k magickému myšlení za pozdního kapitalismu“.

## Galerie

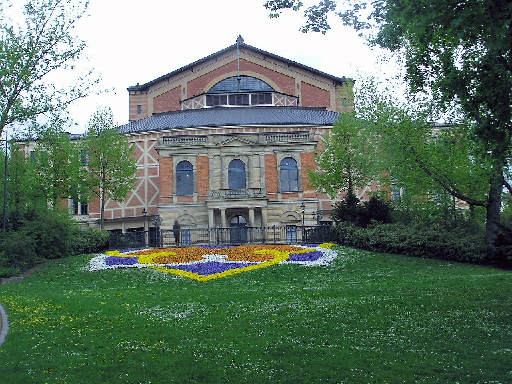
Festivalové divadlo
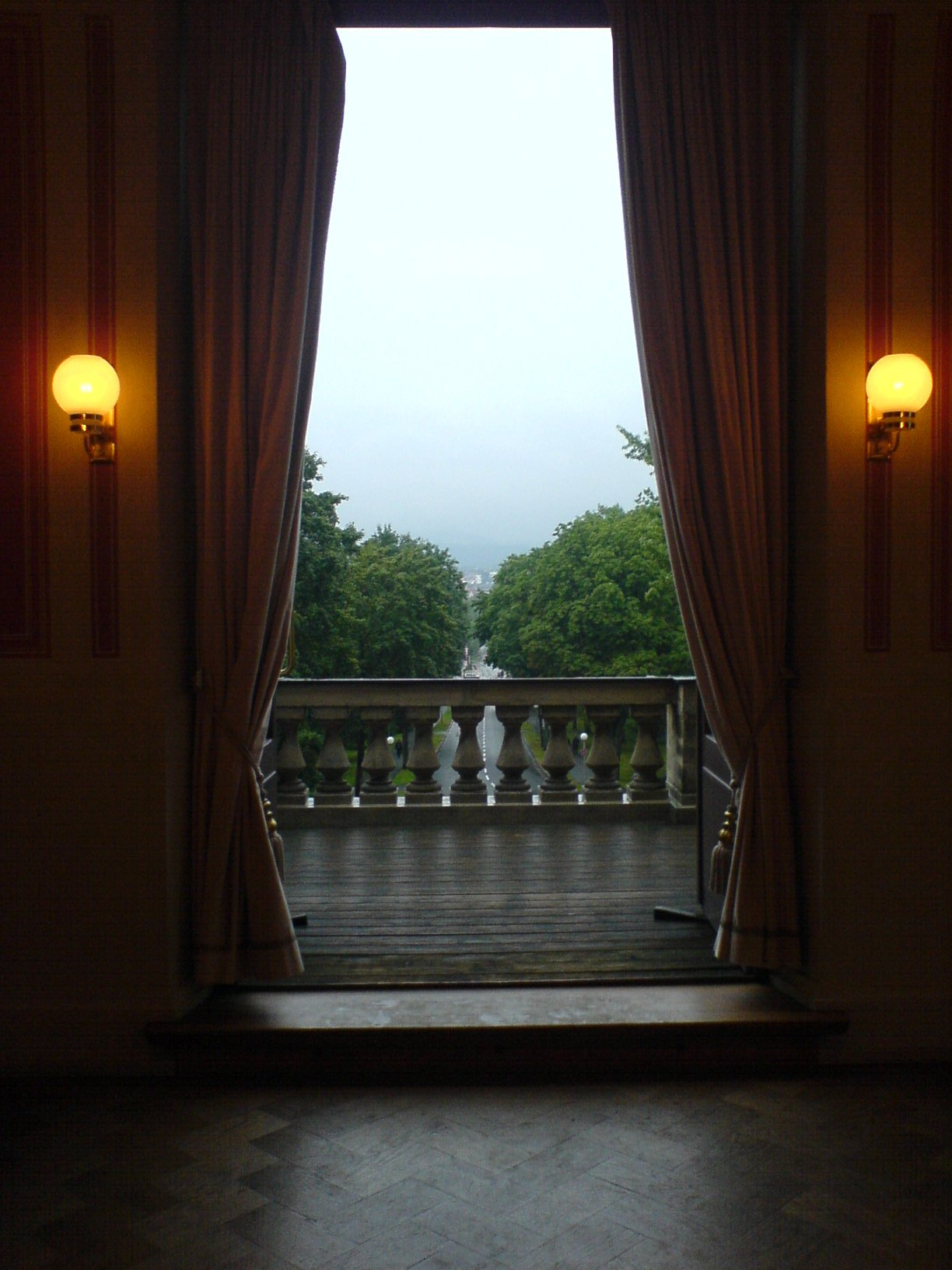
Pohled z tzv. "Královské stavby"
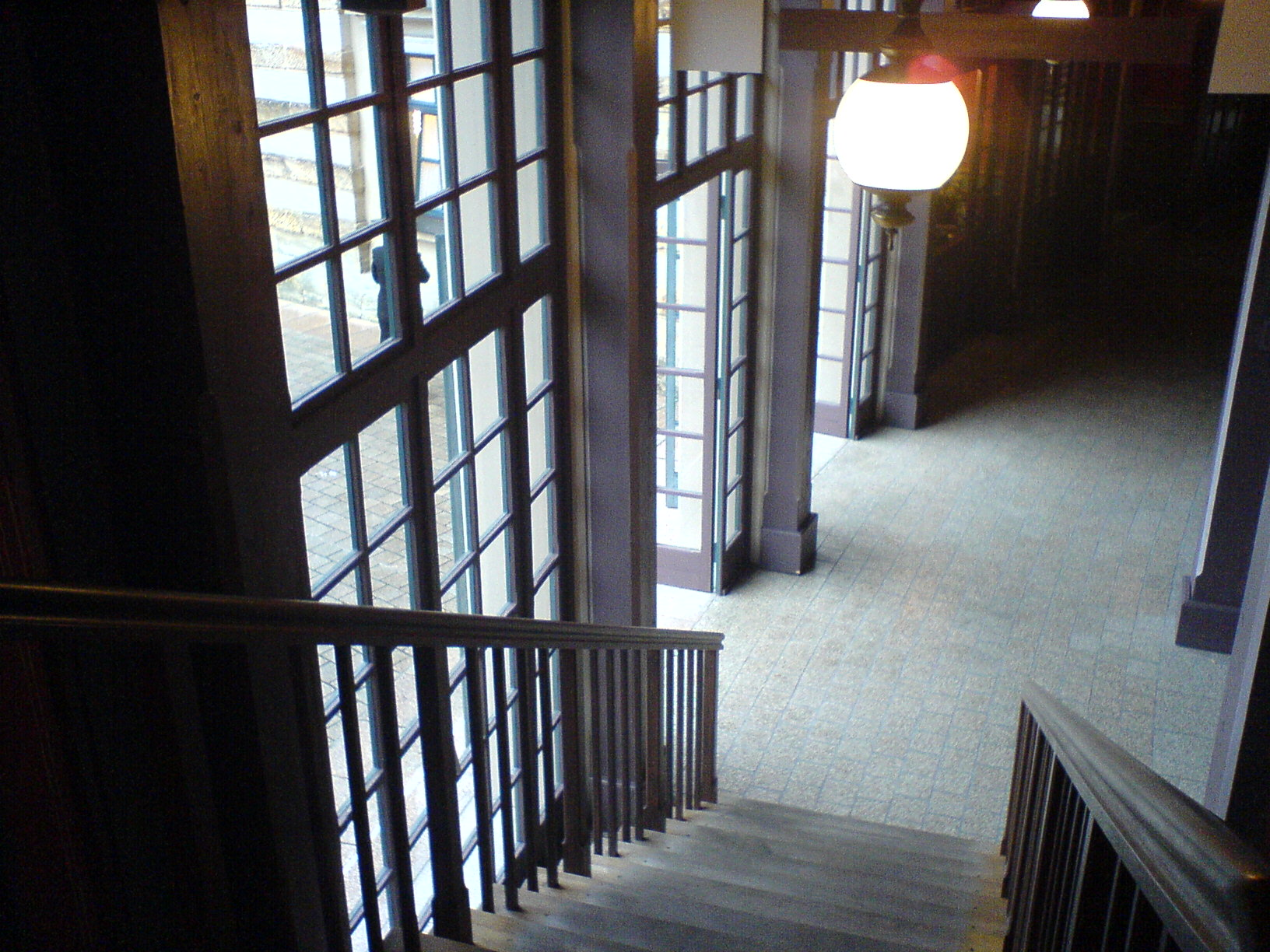
Foyer divadla
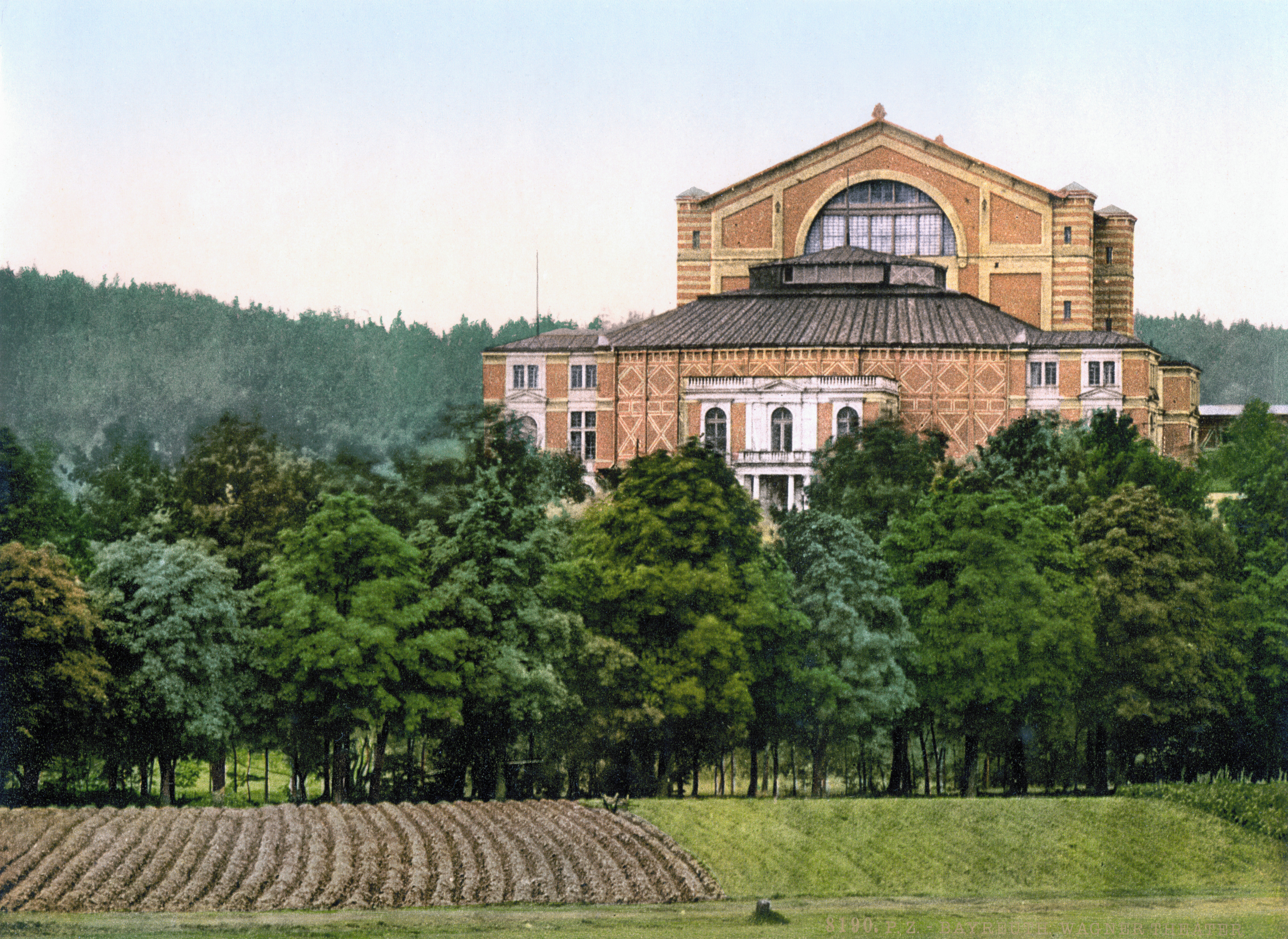
Festivalové divadlo kolem roku 1900
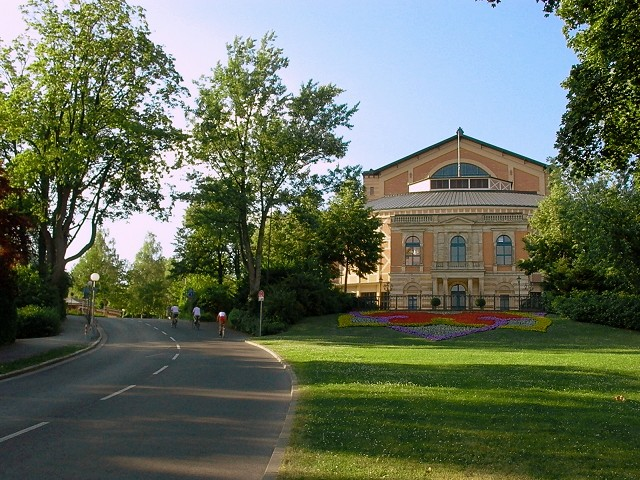
Vstupní cesta na Zelený vrch